# San Francisco General Hospital
Le Zuckerberg San Francisco General Hospital and Trauma Center (SFGH)  (SFGH) est le principal hôpital public de San Francisco, en Californie (États-Unis), et le seul centre de traumatologie de niveau 1 pour les 1,5 million d'habitants de San Francisco et le nord du comté de San Mateo. À la suite d'un don de 75 millions de dollars du fondateur de Facebook Mark Zuckerberg et de son épouse Priscilla Chan en 2015 qui permet de moderniser l'hôpital, celui-ci est renommé en l'honneur du couple.   

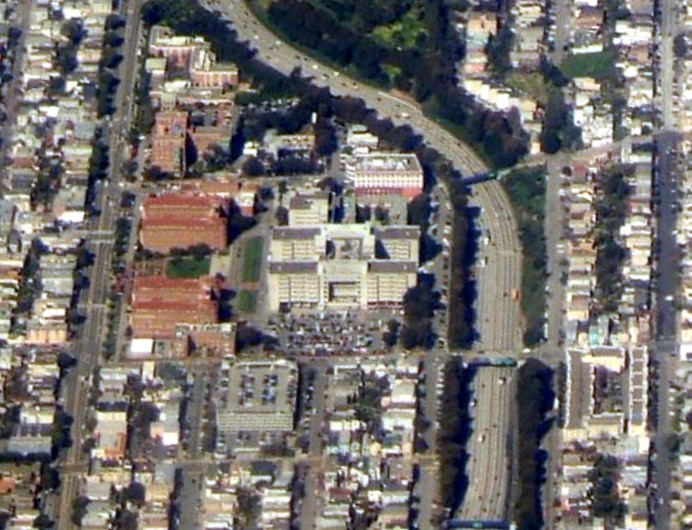
San Francisco General Hospital, vue aérienne en 2008.